# Олень и шалашовка
«Олень и шалашовка» (первоначальное авторское название — «Республика труда») — пьеса в четырёх действиях Александра Солженицына. Пьеса основана на личном лагерном опыте автора 1945 года (лагерный пункт «Калужская застава» в Москве) и 1952  года (Экибастузский лагерь).
К пьесе автором прилагается «краткий словарь лагерного языка», в котором объясняется, что шалашовка — это «лагерница лёгкого поведения, способная на любовь в непритязательных обстоятельствах».

## История создания
Пьеса была написана весной 1954 года, во время ссылки в село Берлик Коктерекского района Джамбульской области (Южный Казахстан). В декабре 1962, после успеха рассказа «Один день Ивана Денисовича», Солженицын предложил сокращённый (по цензурным соображениям) вариант пьесы театру «Современник». Б. Н. Любимов вспоминал:
Осенью 1963 года <…> «Современник» «жил Солженицыным». Его любили, ценили, постоянно говорили о нём, особенно о его пьесе «Олень и шалашовка». Предполагалась её постановка. Пьеса лежала в литчасти, но текст получить было невозможно… <…> Пьесу хорошо знал весь театр — не только актёры, но даже мои коллеги по электроцеху, рабочие. Они мне объяснили, что такое «олень», что такое «шалашовка», рассказывали о замысле спектакля, по которому мы, осветители, должны были в какой-то момент из зрительских лож софитами «слепить» зрительный зал — как прожекторами на зоне. …Врезался в память этот образ, очень театральный: осветители, направляющие свет софитов на созданную художником «зону»…

Однако постановка пьесы не была разрешена цензурой.
Пьеса имела хождение в Самиздате. В 1969 г. напечатана (в авторском сокращённом варианте) на русском языке в журнале  «Грани» (№ 73). Полный текст впервые напечатан в 1981 г. в «вермонтском» собрании сочинений Солженицына (там она имела название «Республика труда»).

## Театральные постановки
Пьеса была переведена на английский (Farrar, Straus and Giroux, 1969; The Bodley Head, 1969, ISBN 9780370013213) и немецкий языки (нем. Nemow und das Flittchen (1971; 1974, unverkäuflich), нем. Republik der Arbeit (1977)) и неоднократно ставилась за пределами СССР.
- Премьера «Олень и шалашовка» (англ. The Love-Girl and the Innocent) состоялась в 1970 г. в театре Гатри (Миннеаполис, США)[3][4].
- «Олень и шалашовка» (англ. The Love-Girl and the Innocent). Серия из цикла «Пьеса месяца» BBC (Play Of The Month), Великобритания, реж. Алан Кларк[англ.] (1973)
- «Олень и шалашовка» (англ. The Love-Girl and the Innocent). Royal Shakespeare Company, театр Олдвич. Clifford Williams (режиссёр), Jeremy Brooks (сценарий) (1981).[5][6]
- В мае 1991 г. пьеса была поставлена во МХАТе им. А. П. Чехова (постановка — О. Н. Ефремов, режиссёр — И. Н. Власов, художник — П. М. Кириллов).[7]
- «Олень и шалашовка» (англ. The Love-Girl and the Innocent). Саутуарк (Southwark Playhouse), Лондон. Matthew Dunster (режиссёр), Николас Бетелл (сценарий) (2013).[8][9]
- Иммерсивный спектакль «Республика труда». Сценарий написан пермским драматургом Ксенией Гашевой по мотивам произведений Александра Солженицына «В круге первом» и «Олень и шалашовка», режиссёр Вячеслав Чуистов. Музей «Пермь-36» (2018 год).[10]